# Mt. Desolation (альбом)
Mt. Desolation - это дебютный студийный альбом альт-кантри группы Mt. Desolation, выпущенный 18 октября 2010 года в Великобритании и 19 октября в США. Это первый альбом сайд-проекта участников группы Keane Тима Райс-Оксли и Джесси Куина.

## Список композиций
- Все песни были написаны Тимом Райс-Оксли и Джесси Куином.

| №                   | Название                                                                            | Длительность |
| ------------------- | ----------------------------------------------------------------------------------- | ------------ |
| 1.                  | «Departure»                                                                         | 3:37         |
| 2.                  | «Annie Ford»                                                                        | 4:21         |
| 3.                  | «Bridal Gown»                                                                       | 4:57         |
| 4.                  | «State Of Our Affairs»                                                              | 4:39         |
| 5.                  | «Bitter Pill»                                                                       | 4:07         |
| 6.                  | «Another Night On My Side»                                                          | 3:01         |
| 7.                  | «Midnight Ghost»                                                                    | 5:05         |
| 8.                  | «Platform 7»                                                                        | 3:34         |
| 9.                  | «My My My»                                                                          | 3:49         |
| 10.                 | «Coming Home/Halo Of Fireflies»                                                     | 11:55        |
| 11.                 | «Pushed Around» (Amazon MP3 и 7Digital эксклюзивный бонус-трек для Великобритании') | 3:31         |
| 12.                 | «Wherever You Were Going» (iTunes эксклюзивный бонус-трек)                          | 2:51         |
| Общая длительность: | Общая длительность:                                                                 | 49:05        |

### Бонус треки
- Barnes & Noble версия альбома включает в себя 2 бонус-трека, "Emily" и демо для "Bitter Pill".
- iTunes версия "Wherever You Were Going", трек 11.
- Amazon MP3 версия "Coming Home" и "Halo of Fireflies" как две отдельные песни и включая "Pushed Around" как 12 трек.
- Песня "Your Kind of Life" является частью списка живых выступлений большинства концертов  Mt. Desolation, но так и не была выпущена.

## Критический прием
Альбом был встречен в целом благоприятными отзывами, и Guardian думает об этом по сравнению с Night Train группы Keane, как «более убедительное средство передвижения для своих неоспоримых мелодических подарков» и цитирует «Bitter Pill» в качестве изюминки.
BBC Music назвала постановку «подходящей деликатной и непритязательной, без репрессивных эффектов» и прокомментировала голоса певцов, сказав: «Райс-Оксли и Куин [...] оба звучат немного застенчиво», но приветствуя «прерывистую, без усилий гармонизацию женского вокала ».
Virgin.com, однако, не был таким же восторженным, что дало альбому 6 из 10 и аргументировало, что «первый альбом Mt. Desolation», названный в первый раз, представляет собой смешанную сумку очаровательных вдохновленных кантри мелодий и трудно воспринимающихся серьёзных линейных танцевальных треков».

## Участники записи
- Тим Райс-Оксли — вокал, пианино, синтезатор, композиция
- Джесси Куин — вокал, лид-гитара, композиция

Дополнительные музыканты:
- Фимбо — барабаны
- Джессика Стейвли-Тейлор — бэк-вокал, акустическая гитара, пиано
- Джон-Уильям Скотт — бас, гитара
- Фиол Ренна — скрипка, клавишные

Приглашенные музыканты:
- Ронни Вануччи — барабаны, гитара, вибрафон
- Уинстон Маршалл — банджо
- Чарити Куин — бэк-вокал
- Джейн Райс-Оксли — бэк-вокал
- Франсуа Девилль — педал-стил
- Эндрю Лоу — бас
- Джон Родрик — бэк-вокал, гитара
- Пити Рой — клавишные, бэк-вокал
- Том Ходден — скрипка

## Чарты
| Chart (2010)                    | Высшая позиция |
| ------------------------------- | -------------- |
| UK Albums Chart                 | 140            |
| US Billboard Heatseekers Albums | 10             |